# Thomas Lance
Thomas Glasson Lance (Paddington, 14 de junio de 1891-Brighton, 29 de febrero de 1976) fue un deportista británico que compitió en ciclismo en la modalidad de pista. Participó en los Juegos Olímpicos de Amberes 1920, obteniendo una medalla de oro en la prueba de tándem.

## Medallero internacional
| Juegos Olímpicos | Juegos Olímpicos  | Juegos Olímpicos | Juegos Olímpicos |
| Año              | Lugar             | Medalla          | Competición      |
| ---------------- | ----------------- | ---------------- | ---------------- |
| 1920             | Amberes (Bélgica) | Medalla de oro   | Tándem           |